# Lucjusz Wariusz Rufus
Lucjusz Wariusz Rufus (ur. ok. 70 p.n.e., zm. 15 p.n.e.) – przyjaciel Wergiliusza i Horacego. Wydawca Eneidy. Uprawiał epikę, elegię i tragedię. Około 29 p.n.e. napisał tragedię pt. Thyestes, która została wystawiona podczas uroczystości tryumfalnych na cześć zwycięstwa Oktawiana pod Akcjum; sztuka odniosła wówczas wielki sukces, a jej autor otrzymał wysoką nagrodę pieniężną. Wariusz był twórcą poematu dydaktycznego pt. O śmierci, w którym ze stanowiska filozofii epikurejskiej zwalczał nieuzasadniony strach ludzi przed śmiercią.